# Cecil Beaton
Sir Cecil Walter Hardy Beaton CBE (født 14. januar 1904, død 18. januar 1980) var en engelsk mode-, portræt- og krigsfotograf, dagbogsskriver, maler og interiørdesigner, samt en Oscarvindende scene og kostumedesigner til film og teatre.
Han modtog Oscar for bedste kostumer i 1958 for Gigi og i 1964 for My Fair Lady, hvor han også modtog Oscar for bedste scenografi. Han modtog en Tony Award for bedste kostumedesign i 1955, 1957, 1960 og 1970.
I den australske film Darlings of the Gods fra 1989 blev Beaton spillet af Shane Briant. I Netflix' serie The Crown fra 2016 blev Beaton spillet af Mark Tandy.
Cecil Beaton købte herregården Reddish House i Wiltshire i 1947. Han solgte den igen i 1980.

## Værker

### Fotografier
- Sir William Walton, 1926
- Stephen Tennant, 1927
- Lady Diana Cooper, 1928
- Charles James (designer), 1929
- Lillian Gish, 1929
- Oliver Messel, 1929
- Lord David Cecil, 1930
- Lady Georgia Sitwell, 1930
- Gary Cooper, 1931
- Molly Fink, 1926
- Pablo Picasso, 1933
- Marlene Dietrich, 1935
- Salvador Dalí, 1936
- Natalie Paley, 1936
- Aldous Huxley, 1936
- Daisy Fellowes, 1937
- Helen of Greece and Denmark, Queen Mother of Romania, 1937
- Lady Ursula Manners, 1937
- Queen Sita Devi of Kapurthala, 1940
- Bomb Victim (Eileen Dunne), 1940
- Winston Churchill, 1940
- Graham Sutherland, 1940
- Charles de Gaulle, 1941
- Walter Sickert, 1942
- Maharani Gayatri Devi, Rajmata of Jaipur, 1943
- John Pope-Hennessy, 1945
- Isabel Jeans, 1945
- Greta Garbo, 1946
- Yul Brynner, 1946
- Vivien Leigh, 1947
- Marlon Brando, 1947
- Truman Capote, 1948–1949
- Bobby Henrey, 1948
- Countess Cristiana Brandolini d'Adda, 1951
- Duchess of Windsor, 1951
- Vita Sackville-West, 1952
- C. Z. Guest, 1952
- Graham Greene, 1953
- Elizabeth II's Coronation, 1953
- Alexis von Rosenberg, Baron de Redé, 1953
- Elizabeth Taylor, 1954
- Grace Kelly, 1954
- Mona von Bismarck, 1955
- Bernard Berenson, 1955
- Joan Crawford, 1956
- Mrs. Charles (Jayne Wrightsman), 1956
- Maria Callas, 1956
- Dame Edith Sitwell, 1956
- Colin Wilson, 1956
- Marilyn Monroe, 1956
- Leslie Caron, 1957
- Dolores Guinness, 1958
- Princess Margaret, Countess of Snowdon, 1960
- Albert Finney, 1961
- Cristóbal Balenciaga, 1962
- Lee Radziwill, 1962
- Karen Blixen, 1962
- Rudolf Nureyev, 1963
- Audrey Hepburn, 1964
- Margot Fonteyn, 1965
- Jacqueline Kennedy, 1965
- Sheridan Hamilton-Temple-Blackwood, 5th Marquess of Dufferin and Ava, 1965
- Jamie Wyeth, 1966
- Georgia O'Keeffe, 1966
- Andy Warhol, 1967
- Twiggy, 1967
- Mick Jagger, 1968
- Katharine Hepburn, 1969
- Barbra Streisand, 1969
- Gloria Guinness, 1970
- Hubert de Givenchy, 1970
- Mae West, 1970
- David Hockney, 1970
- Jane Birkin, 1971
- Marie-Hélène de Rothschild, 1971
- Marisa Berenson as Luisa Casati, 1971
- Jacqueline de Ribes, 1971
- Pauline de Rothschild, 1972
- Tina Chow, 1973
- Gilbert & George, 1974
- Inès de La Fressange, 1978
- Paloma Picasso, 1978
- Caroline of Monaco, 1978
- Olimpia de Rothschild, 1978
- Dayle Haddon, 1979

### Dagbøger
- Cecil Beaton's Diaries: 1922–39 The Wandering Years (Weidenfeld & Nicolson, 1961)
- Cecil Beaton's Diaries: 1944–48 The Happy Years (Weidenfeld & Nicolson, 1972)
- Cecil Beaton's Diaries: 1948–55 The Strenuous Years (Weidenfeld & Nicolson, 1973)
- Cecil Beaton's Diaries: 1955–63 The Restless Years (Weidenfeld & Nicolson, 1976)
- Cecil Beaton's Diaries: 1963–74 The Parting Years (Weidenfeld & Nicolson, 1978)
- Self Portrait with Friends: The Selected Diaries of Cecil Beaton 1926–1974 redigeret af Richard Buckle (Weidenfeld & Nicolson, 1979)
- The Unexpurgated Beaton: The Cecil Beaton Diaries as they were written med introduktion af Hugo Vickers (Orion, 2003)
- Beaton in the Sixties: More Unexpurgated Diaries med introduktion af Hugo Vickers (Weidenfeld & Nicolson, 2004)